# Les Étapes de la pensée sociologique
Les Étapes de la pensée sociologique est un livre du sociologue français Raymond Aron paru en 1967. Le livre est constitué d'études sur les sept sociologues majeurs que sont Montesquieu, Auguste Comte, Karl Marx, Alexis de Tocqueville, Émile Durkheim, Vilfredo Pareto et Max Weber.

## Éditions
- Les étapes de la pensée Sociologique, Collection Tel, 1976,  (ISBN 9782070295180)